# Aponuphis rubra
Aponuphis rubra är en ringmaskart som först beskrevs av Langerhans 1880.  Aponuphis rubra ingår i släktet Aponuphis och familjen Onuphidae. Inga underarter finns listade i Catalogue of Life.